# 植田謙吉
植田 謙吉（うえだ けんきち、1875年（明治8年）3月8日 - 1962年（昭和37年）9月11日）は、日本の陸軍軍人。陸士10期、陸大21期。陸軍大将正三位勲一等功三級。

## 経歴
大阪府南河内郡狭山村（現：大阪狭山市）出身。陸軍軍吏、植田謙八の二男として生れる。北野中学校、東京高等商業学校（現一橋大学）を経て、1898年（明治31年）11月、陸軍士官学校（10期）を卒業し、翌年6月、騎兵少尉任官。陸士生徒隊附、騎兵監部員などを経て、1909年（明治42年）12月、陸軍大学校（21期）を卒業。第18師団参謀、第16師団参謀、陸軍省軍務局課員、参謀本部附（欧州出張）などを歴任。シベリア出兵に際しては、浦塩派遣軍参謀として出征した。
教育総監部附、騎兵第1連隊長などを経て、1923年（大正12年）8月、陸軍少将に進級。航空部附、騎兵第3旅団長、軍馬補充部本部長などを歴任し、1928年（昭和3年）8月、陸軍中将に進級した。支那駐屯軍司令官を務めた後、第9師団長在任中、第一次上海事変により出動。停戦交渉中の1932年（昭和7年）4月29日、上海天長節爆弾事件により左脚を失った。この後、6月4日に大阪に凱旋し、担架に乗せられて上陸したが、このときの模様については、フランスから来た女性ジャーナリスト、アンドレ・ヴィオリスの『1932年の大日本帝国』で描写されている。
参謀本部付、参謀次長、朝鮮軍司令官などを歴任。1934年（昭和9年）11月、陸軍大将に進み、軍事参議官を務めた後、関東軍司令官兼駐満大使となり、在任中にノモンハン事件が発生。停戦後にその責めを負うかたちで1939年（昭和14年）12月に予備役編入となった。
戦後公職追放となり、1952年の追放解除後は戦友団体連合会会長、日本郷友連盟会長を務めた。

## 年譜

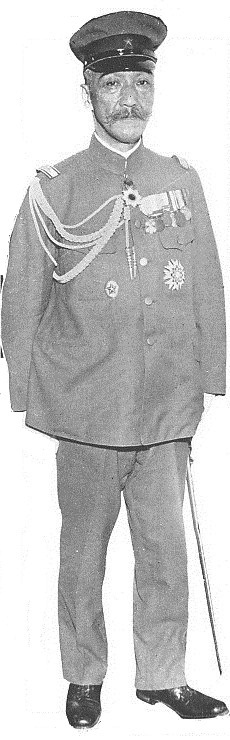
植田謙吉

- 1898年（明治31年）11月 - 陸士卒業
- 1899年（明治32年）6月27日 - 少尉、騎兵第12連隊附[6]
- 1901年（明治34年）11月3日 - 陸軍騎兵中尉
- 1904年（明治37年）8月2日 - 陸軍騎兵大尉
- 1906年（明治39年）11月22日 - 陸軍大学校入校
- 1909年（明治42年）12月3日 - 同校卒業
- 1911年（明治44年）4月22日 - 陸軍騎兵少佐
- 1916年（大正5年）5月2日 - 陸軍騎兵中佐
- 1918年（大正7年）12月27日 - 浦塩派遣軍参謀
- 1919年（大正8年）
  - 7月25日 - 陸軍騎兵大佐
  - 10月14日 - 浦塩派遣軍作戦課長
- 1922年（大正11年）11月6日 - 教育総監部附
- 1923年（大正12年）
  - 3月17日 - 騎兵第1連隊長
  - 8月6日 - 陸軍少将・陸軍航空部附
- 1924年（大正13年）2月4日 - 騎兵第3旅団長
- 1925年（大正14年）5月1日 - 馬政長官
- 1926年（大正15年）3月2日 - 軍馬補充部本部長
- 1928年（昭和3年）8月10日 - 中将
- 1929年（昭和4年）3月16日 - 支那駐屯軍司令官
- 1930年（昭和5年）12月22日 - 第9師団長
- 1933年（昭和8年）6月19日 - 参謀次長
- 1934年（昭和9年）
  - 8月1日 - 朝鮮軍司令官
  - 11月28日 - 大将
- 1935年（昭和10年）12月2日 - 軍事参議官
- 1936年（昭和11年）3月6日 - 関東軍司令官兼満洲国駐箚特命全権大使
- 1939年（昭和14年）
  - 9月7日 - 参謀本部附
  - 11月14日 - 待命
  - 12月1日 - 予備役編入
- 1955年（昭和30年）6月 - 日本戦友団体連合会会長（～昭和32年5月）
- 1956年（昭和31年）5月 - 日本郷友連盟会長（改称）

## 栄典
位階
- 1902年（明治35年）2月20日 - 従七位[7]
- 1904年（明治37年）9月4日 - 正六位[8]
- 1923年（大正12年）11月20日 - 正五位
- 1928年（昭和3年）9月1日 - 従四位[9]
- 1931年（昭和6年）1月16日 - 正四位[10]

勲章等
- 1926年（大正15年）7月22日 - 勲二等瑞宝章[11]
- 勲一等瑞宝章：1931年（昭和6年）9月8日[12]
- 勲一等旭日大綬章：1934年（昭和9年）4月29日
- 功三級金鵄勲章：1934年（昭和9年）4月29日

外国勲章佩用允許
- 1934年（昭和9年）5月9日 - 満州帝国：勲一位景雲章[13]
- 1937年（昭和12年）12月1日 - 満州帝国：勲一位龍光大綬章[14]
- 大勲位蘭花大綬章 ：1941年（昭和16年）12月9日[1]
- 2等聖スタニスラウス勲章（en）
- 銀星附クロア・ド・ゲール勲章（en）
- 聖マイケル・聖ジョージ勲章コンパニオン
- レジオンドヌール勲章オフィシエ
- 4等文虎勲章
- 建国神廟創建記念章：1941年（昭和16年）12月9日[1]
- 満洲国国境事変従軍記章：1944年（昭和19年）5月1日[15]

## 親族
- 兄 植田瞭吉陸軍大佐